# 阮基 (阮朝)
阮基（越南语：／；1830年—？年），原名阮德祺（越南语：／），越南阮朝官員。

## 生平
阮基是山西省永祥府安樂縣唐舍總東畝社（今屬永福省安樂縣安同社東畝村）人，生於明命十一年（1830年），少年好學。嗣德十一年（1858年），參加河內場鄉試，考中舉人。後以舉人身份招募義勇從軍有功，獲得教授一職。嗣德十八年（1865年），他會試中格，庭試考中副榜。初授翰林院修撰，充內閣修書所，後升著作，歷任河中、靜嘉知府和義興分府同知府。後征召回朝，任刑科給事中，升刑部郎中，又改為國史館編修，嗣德三十三年（1880年），升授翰林院侍讀學士，充國史館纂修。建福元年（1884年），因事降一級休致。

## 子女
- 子阮淡，建福元年舉人